# Cyclosemia anastomosis
Cyclosemia anastomosis är en fjärilsart som beskrevs av Paul Mabille 1878. Cyclosemia anastomosis ingår i släktet Cyclosemia och familjen tjockhuvuden. Inga underarter finns listade i Catalogue of Life.